# 海津正倫
海津 正倫（うみつ まさとも、1947年〈昭和22年〉 - ）は、日本の地理学者。専門は、自然地理学・地形学・第四紀学・自然災害研究。学位は、理学博士（東京大学、1981年）。名古屋大学名誉教授。

## 経歴
東京都出身。1978年東京大学大学院理学系研究科地理学専門課程博士課程満期退学。理学博士（東京大学、1981年）。学位論文の題は『日本における沖積低地の発達過程』。1979年から1985年にかけて愛媛大学教育学部助手・講師・助教授、1985年名古屋大学文学部助教授、1995年同教授、奈良大学文学部教授などを経て、2010年名古屋大学名誉教授。

## 研究内容
- 沖積低地の地形発達史
- 第四紀末期の環境変動史
- 地球規模の環境変化と海岸環境
- 平野/海岸域の自然災害

## 受賞など
- 2023年3月 日本地理学会 名誉会員
- 2020年8月 日本第四紀学会 名誉会員
- 2020年3月 日本地理学会賞（学術貢献部門）[3]
- 2013年8月 日本第四紀学会 学会賞
- 2013年8月 日本第四紀学会 論文賞（連名受賞）
- 2013年3月 日本地理学会賞（地域貢献部門）（連名受賞）
- 2012年1月 環境省地域環境保全功労者表彰
- 2008年3月 日本地理学会賞 特別賞（連名受賞）
- 2006年9月 海上保安庁第四管区海上保安本部長表彰
- 2006年4月 ケンタッキー・カーネル称号授与（アメリカ合衆国ケンタッキー州知事より授与）

## 著書・論文

### 著書
- 『沖積低地ー土地条件と自然災害リスク』古今書院、2019
- 『沖積低地の古環境学』古今書院、1994

### 編著書
- 『沖積低地の地形環境学』海津正倫編著 古今書院、2012 ほか
- 『朝倉世界地理講座　大地と人間の物語・南アジア』立川武蔵・杉本良男・海津正倫共編 朝倉書店、2012
- 『日本の地形・中部』町田洋・松田時彦・海津正倫・小泉武栄共編 東京大学出版会、2006
- 『海面上昇とアジアの海岸』海津正倫・平井幸弘共編 古今書院、2001
- 『湿潤熱帯環境』（1995）．(田村俊和ほかと共編)，朝倉書店，1995
- 『日本の自然　地域編—中部—』（1995）．(野上道男ほかと共編)，1995
- 『日本の自然　地域編—中国・四国—』（1995）．(中村和郎ほかと共編)，1995　ほか

### 共著・分担執筆図書
- ”Japan After 3/11”　Karan, P.P. ed. University Press of Kentucky, 2016
- 『微地形学』藤本潔・宮城豊彦・西条潔・竹内祐希子編著, 2016
- 『環境の日本史１　日本史と環境ー人と自然ー』平川 南 編, 2012
- " The Indian Ocean Tsunami: The Global Response to a Natural Disaster." Karan, P.P. ed. University Press of Kentucky, 2010
- 『地球温暖化と日本-自然・人への影響予測-』原沢英夫・西岡秀三編著，古今書院，2003
- 『日本の地形・北海道』小疇尚・野上道男・小野有五・平川一臣編著,，東大出版会，2003
- 『日本の地形・総説』米倉伸之・貝塚爽平・野上道男・鎮西清高編著，東大出版会，2001
- 『水辺環境の保全と地形学』日本地形学連合編，古今書院, 1998
- 『世界の地形』貝塚爽平編，東大出版会，1997
- 『変化する日本の海岸ー最終間氷期から現在までー』小池一之・太田陽子編，古今書院, 1996　ほか

### 翻訳
- ジョン・マクニール『20世紀環境史』溝口常俊共監訳、名古屋大学出版会、2011

### 論文等
詳しくは海津正倫のホームページ参照